# Les Goélands
Pour les articles homonymes, voir Goéland (homonymie).

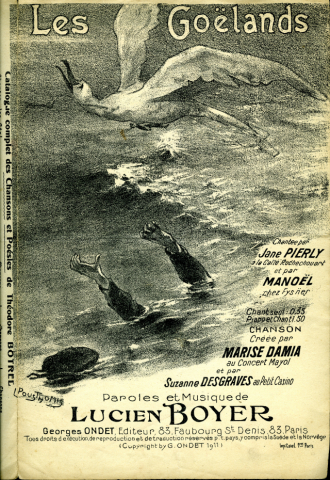
Affiche ca 1911 : Les Goëlands

Les Goélands (ou Les Goëlands avec un tréma)est une chanson française composée et écrite par Lucien Boyer en 1905 et créée dès 1911 par Damia  au Concert Mayol et Suzanne Desgraves au Petit Casino,.
Cette chanson-fétiche pour Damia sera enregistrée plus tard en 1929 (avec  le titre Ne dis rien) et avec un accompagnement d'orchestre de Pierre Chagnon, sous le label Columbia en format Shellac, 10", 78 RPM (78 tours, 25 cm)  L'enregistrement est de 2 m 56 s.

## Reprises
Louis Lynel et Bervyl en 1929, La Palma en 1931, Céline Ollivier, Les Marins de Ti-Breizh, Jean Leloup, Jack Lantier, Mistigri, le Caratini Jazz Ensemble (Hildegarde Wanzlawe, Rémi Sciuto et Patrice Caratini) Maurice Vacle,  Michel Russel